# Der gerade Weg

Der gerade Weg (Ausgabe vom 24. April 1932)

Der gerade Weg war eine katholisch-konservative Zeitschrift aus München in der Weimarer Republik, die eindringlich vor Adolf Hitler und dem Nationalsozialismus warnte.

## Gründung, Vorläufer
Anfang Januar 1932 wurde der Natur-Verlag in München, in dem die Wochenschrift Illustrierter Sonntag erschien, in Naturrechts-Verlag umbenannt und die Wochenschrift in Der gerade Weg mit dem Untertitel Deutsche Zeitung für Wahrheit und Recht. Mit dieser Namensgebung verdeutlichte ihr Herausgeber und Chefredakteur Fritz Gerlich sein Ziel, das Zeitgeschehen „rein unter katholischen Grundsätzen“ zu würdigen (4. Dezember 1931). Der gerade Weg, den Erich von Waldburg-Zeil finanzierte, wobei er ein Vermögen verlor, wechselte im Februar vom Münchner Buchgewerbehaus M. Müller & Sohn zu Verlag und Druckerei G. J. Manz in der Hofstatt 5–7. Denn Hitler hatte Müller gedroht, andernfalls den lukrativeren Auftrag für den Völkischen Beobachter zu entziehen. Gerlich übernahm anstelle des Journalisten Josef Hell die Verantwortung auch für den Inhalt des Geraden Weges.

## Kampf gegen den Nationalsozialismus
Gerlich setzte seinen Kampf gegen Hitler und den Nationalsozialismus mit dem Geraden Weg fort, unterstützt durch Beiträge von Ingbert Naab und Franz Wutz sowie ständigen Zuspruch von Therese Neumann in Konnersreuth. Er warnte etwa am 14. Februar 1932 vor der „geistigen Pest des Nationalsozialismus“, der „Massenmord und Blut“ bedeute. Ein Artikel von Ingbert Naab, „Wer hat Hitler gewählt?“ am 20. März 1932, dem Tag der Reichspräsidentenwahl, wurde in 20 Millionen Flugblättern verbreitet, führte aber nicht zu einer Steigerung der Auflage des Geraden Wegs über 40.000 Exemplare.
Am 17. Juli 1932 veröffentlichte Gerlich eine Satire unter dem Titel „Hat Hitler Mongolenblut?“. Darin stellte er anhand der rassistischen Kriterien der Nationalsozialisten Hans F. K. Günther und Alfred Rosenberg in betont pseudowissenschaftlicher Sprache heraus, dass Hitler ein slawisch-mongolisches Aussehen und demnach einen asiatisch-despotischen Rassecharakter besitze, so dass entsprechende Politik von ihm zu erwarten sei. Er sagte hier spätere nationalsozialistische Konzentrationslager und Völkermorde voraus. In seiner Grundhaltung wusste Gerlich sich von Kardinal Michael von Faulhaber gestützt. Als er nach der Gleichschaltung Preußens am 20. Juli 1932 die Absetzung Paul von Hindenburgs forderte, wurde Der gerade Weg für vier Wochen verboten. Im November 1932 prophezeite Gerlich nochmals, dass Hitler mit seiner „Massenwahnbewegung“ das deutsche Volk ins Unglück stürzen werde, und verspottete die NS-Rassenlehre: Bei deren Anwendung müssten „Hitler selbst und etwa Dreiviertel seiner eigenen Reichstagsfraktion“ aus der deutschen Politik ausscheiden.
Wirkungslos blieben von Gerlich veröffentlichte „Geheimberichte“ aus Sitzungen sowjetischer Führungsgremien in Moskau mit der Tendenz, den Nationalsozialismus als Schrittmacher der Weltrevolution zu fördern. Inwiefern es sich dabei um Fälschungen handelte, ist ungeklärt. Informationen aus der Berliner NSDAP, die der Doppelagent Georg Bell im Winter 1932/33 lieferte, waren unergiebig. Ab Mitte Dezember 1932 erschien Der gerade Weg zweimal in der Woche. Am 9. März 1933, dem Tag der „Machtergreifung in Bayern“ wurde Gerlich von einem SA-Trupp zusammengeschlagen und verschleppt, seine Zeitung fünf Tage später verboten und er am 1. Juli 1934 im KZ Dachau im Zusammenhang mit dem angeblichen Röhmputsch ermordet.

## Nach 1945
Der Titel „Der Gerade Weg“ wird seit 1977 von einer Publikation der Katholischen Jugendbewegung e. V. (KJB), einer Initiative der Priesterbruderschaft St. Pius X., beansprucht. Der Name der Zeitschrift weist darauf hin, dass sie eine Orientierungshilfe für Mitglieder der KJB und ein Wegweiser auf dem Weg zu Christus sein möchte. Das Deutsche Patent- und Markenamt bestätigte die Verwendung des Zeitschriftennamens 2008 in einer Entscheidung.